# 994
Cette page concerne l'année 994  du calendrier julien.
L'année 994 est une année commune qui commence un lundi.

## Événements
- 11 mai : l’abbé Maïeul de Cluny meurt à Souvigny, alors qu'il se rendait, à la demande d'Hugues Capet, à l'abbaye de Saint-Denis pour la réformer[1]. Odilon de Mercœur devient abbé de Cluny (fin en 1049)[2].

- 24 juin : une flotte danoise remonte l’Elbe, bat les Saxons à Stade tandis qu'une autre flotte attaque la Weser[3].
- Juin :
  - Nouvelle campagne d'Almanzor contre Pampelune[4].
  - Le général fatimide Mangûtekîn met le siège devant Alep (fin en mai 995)[5].

- Août : l'émir samanides Nouh II est vainqueur des Qarakhanides révoltés Abu 'Ali et Fa'iq au Khorassan, avec l'aide des Khwarezmiens et du Ghaznavide Subuktigîn. Mahmûd, fils de Subuktigîn, est nommé gouverneur du Khorassan à la place de Abu 'Ali [6].

- 8 septembre : Sven à la Barbe fourchue, chassé du Danemark par le roi de Suède Érik Segersall lance une attaque sur Londres avec le norvégien Olaf Tryggvason, mais ne parvient pas à s’en emparer. Les deux hommes ravagent l'Essex, le Kent et le Sussex, puis prennent leurs quartiers d'hiver à Southampton[7]. Le roi Æthelred le Malavisé propose à Olaf une paix séparée et de l'employer comme mercenaire avec ses hommes[8]. Il lui verse un tribut (danegeld) de 16 000 livres et Olaf accepte le baptême[9]. Sven combat le roi Æthelred en Angleterre jusqu’à sa mort en 1014.
- 15 septembre : le duc byzantin d’Antioche, Michel Bourtzès, qui cherchait à soutenir Alep, est battu par les forces fatimides à la bataille des gués de l'Oronte. Alerté, Basile II abandonne le front bulgare, rassemble des troupes et traverse l’Asie Mineure en 16 jours en plein hiver[10].

- Octobre : concile de Saint-Paulien dit « du Puy » (ou en 993). L'évêque Guy prêche la paix de Dieu[11].

- 12 novembre : ostensions des reliques de saint Martial, invoqué pour combattre le Mal des Ardents, mystérieuse épidémie qui ravage le Limousin[12].
- 18 novembre : l'archevêque d'Arles Annon meurt à Cluny où il s'est retiré[13]. La nomination de l'archevêque d'Arles échappe au roi de Bourgogne[14].

- Prise de Matera en Calabre par les Arabes de Sicile[10].
- Fondation de la ville d'Oujda par Ziri Ibn Attia, au nord est du Maroc actuel[15].
- Le comte d'Anjou Foulques Nerra fait construire le château de Langeais sur la rive droite de la Loire (994-995)[16].
- La reine Gisèle, épouse répudiée de Robert le Pieux se retire à Saint-Amand où elle fait construire à l'ouest de l'église une tour où elle s'installe[17].
- concile de Paix d'Anse près de Lyon, réunit pour de protéger l'abbaye de Cluny contre les excès des seigneurs[18].

- 993-994 : pic d'abondance en carbone 14 dans l'atmosphère terrestre d'origine indéterminée[19].